# Manco Kapac (provincie)
Manco Kapac is een kleine provincie in het westen van het departement La Paz in Bolivia. De provincie heeft een oppervlakte van 367 km² en heeft 27.154 inwoners (2012). Het ligt tussen de twee delen van het Titicacameer; het grotere Lago Chucuito (Lago Mayor) en het kleinere Lago Huinamarca (Lago Minor). Tussen de provincie en de rest van het departement ligt de Straat van Tiquina, de verbinding tussen de twee meren.
Manco Kapac is vernoemd naar de gelijknamige en mythologische eerste Inca-koning. Deze zou op aarde neergedaald zijn op Isla del Sol, een eiland in het Titicacameer.
De hoofdstad van de provincie, Copacabana, is een populaire toeristenbestemming.
Manco Kapac is verdeeld in drie gemeenten:
- Copacabana (hoofdplaats Copacabana)
- San Pedro de Tiquina
- Tito Yupanqui

Abel Iturralde · 
Aroma · 
Bautista Saavedra · 
Caranavi · 
Eliodoro Camacho · 
Franz Tamayo · 
Gualberto Villarroel · 
Ingavi · 
Inquisivi · 
José Manuel Pando · 
Larecaja · 
Loayza · 
Los Andes · 
Manco Kapac · 
Muñecas · 
Nor Yungas · 
Omasuyos · 
Pacajes · 
Pedro Domingo Murillo · 
Sud Yungas